# Бевин, Метт
Мэттью Грисволд «Мэтт» Бевин (англ. Matthew Griswold «Matt» Bevin; род. 9 января 1967, Денвер, Колорадо) — американский бизнесмен и политик-республиканец. 62-й губернатор штата Кентукки.

## Биография
Бевин получил степень бакалавра искусств в области восточноазиатских исследований в Университете Вашингтона и Ли.
С 2011 года возглавлял Bevin Brothers Manufacturing Company. Бевин был кандидатом на должность сенатора США от штата Кентукки в 2014 году, но проиграл внутренние партийные праймериз лидеру сенатского меньшинства Митч Макконнелл.
В ноябре 2015 года Бевин был избран губернатором Кентукки, вступил в должность 8 декабря 2015 года.
5 ноября 2019 года проиграл перевыборыдемократу Энди Беширу с результатом 48,8 %.